# زمان پلانک
در فیزیک زمان پلانک (به انگلیسی: Planck time) (با نماد tP) واحدی از زمان در دستگاه یکاهای طبیعی یا یکاهای پلانک است. یک زمان پلانک زمانی است که نور در خلا مسافتی معادل یک طول پلانک را طی می‌کند. این واحد به افتخار ماکس پلانک اولین دانشمندی که این ایده را داد، نامگذاری شده‌است.
مقدار آن از رابطه زیر بدست می‌آید:
{\displaystyle t_{P}\equiv {\sqrt {\frac {\hbar G}{c^{5}}}}\approx 5.39124(27)\times 10^{-44}{\mbox{ s}}}
که:
{\displaystyle \hbar =h/2\pi } ثابت کاهیده پلانک نام دارد (گاهی از {\displaystyle h} به جای {\displaystyle \hbar } در تعریف استفاده می‌شود)
G = ثابت جهانی گرانش
c = سرعت نور در خلا
{\displaystyle {\mbox{s}}} مقدار همان زمان در واحد SI است (یعنی به ثانیه).
دو رقم درون پرانتز به میزان خطا اشاره دارند.

## مفهوم فیزیکی
زمان پلانک زمانی است که طول می‌کشد تا یک فوتون با سرعت نور مسافتی برابر با یک طول پلانک را طی کند. از نظر تئوری این کوچکترین زمان قابل اندازه‌گیری است، تقریباً ۴۳-۱۰ ثانیه. در چارچوب قوانین فیزیک زمان‌های کوچکتر از یک زمان پلانک را نه می‌توان اندازه‌گیری و نه شناسایی کرد. در مه ۲۰۱۰ کوچکترین فاصله زمانی که در اندازه‌گیری مستقیم ثبت شد ۱۲ اتوثانیه بود (۱۷-۱۰ × ۱٫۲ ثانیه) تقریباً برابر با ۱۰۲۶ × ۳٫۷ زمان پلانک.
زمان پلانک از بخشی از فیزیک ریاضی به نام تحلیل ابعادی می‌آید که به مطالعه یکاها و ثابت‌های فیزیکی می‌پردازد. زمان پلانک ترکیبی از G ثابت گرانش، C ثابت نسبیت و h ثابت کوانتوم برای ایجاد یک ثابت با یکای زمان است. برای واکنش‌هایی که در زمان t کمتر از یک زمان پلانک اتفاق می‌افتند کمیت بدون بعد tP / t بزرگتر از یک است. تحلیل ابعادی عنوان می‌کند که هم اثر مکانیک کوانتومی و هم اثر گرانش تحت این شرایط مهم خواهند بود؛ که به تئوری گرانش کوانتومی نیاز دارد. تمامی آزمایش‌های علمی و تجربیات انسان در زمان‌هایی بیش از میلیارد میلیارد میلیارد زمان پلانک رخ می‌دهند که همین موضوع باعث می‌شود تا تشخیص یک رخداد در مقیاس زمان پلانک بسیار مشکل باشد.
تحلیل تصاویری که تلسکوپ فضایی هابل از اعماق فضا گرفته بود در سال ۲۰۰۳ منجر به بحثی پیرامون زمان پلانک به عنوان کمترین فاصله فیزیکی ممکن منجر شد. تئوری گرانش کوانتومی ابری (foam) که در مورد نوسانات فضا-زمان در مقیاس پلانک است پیش‌بینی می‌کرد که تصویر اجسام بسیار دور بایستی تار باشد؛ اما در تصاویر هابل تصویر تاری مشاهده نشد که برای این تئوری مشکل‌ساز و باعث مناقشه محققان شد تا اینکه Y.jack Ng اظهار داشت که اثر تارشدگی توسط لیو و هیلمن با ضریبی بین ۱۰۱۵ و ۱۰۳۰ زیاد برآورد شده بود؛ در نتیجه دیگر مشاهدات اثر کمتری در ساخت این تئوری داشتند که: «اثرات تجمعی از نوسانات فضا زمان بر انسجام فاز نور (مشخصاً در تئوری فضا-زمان ابری) کوچک تر از آن می‌شوند که قابل مشاهده باشند».